# Teodora a Bulgariei, regină a Serbiei
Teodora Smileț a Bulgariei (în bulgară și sârbă Теодора) a fost o prințesă bulgară și regina consoartă a Serbiei, prima soție a lui Ștefan Uroș al III-lea Dečanski. A fost a doua fiică a țarului Smileț al Bulgariei cu Smilțena Palaiologhina. Este cel mai bine amintită ca patroană a artelor, muzicii și literaturii. Printre obiectele ei de familie, s-a găsit unul dintre cele mai faimoase inele din secolul al XIV-lea, acum expus în Muzeul Național din Belgrad. Inelul este din aur și are inscripția sculptată: „Dumnezeu să-l ajute pe cel care-l poartă (inelul)” (Ко га носи помози му Бог). Inelul este bogat decorat cu ornamente și reprezentări de animale.

## Biografie
Teodora s-a căsătorit cu prințul coroanei sârbe (mai târziu regele) Ștefan Uroș al III-lea (numit Dečanski ) la 24 august 1296. Au avut doi copii: viitorul țar (împărat) Ștefan Uroș al IV-lea Dușan și Dușica. 
În 1314, tatăl soțului ei, Ștefan Uroș al II-lea Milutin, s-a certat cu Ștefan și l-a trimis la Constantinopol pentru a fi orbit. Teodora și familia au mers cu el și au stabilit acolo o gospodărie până în 1320, când li s-a permis să se întoarcă. 
Ea a fost prezentă la adunarea de stat din 6 ianuarie 1322, când fiul ei Dušan a fost încoronat rege moștenitor. În această perioadă, Dečanski și Teodora au fost divorțați. Este foarte probabil ca între moartea lui Milutin (29 octombrie 1321) și încoronarea lui Dušan, s-a decis ca Teodora să divorțeze de soțul ei, din cauza faptului că familia tatălui Teodorei a fost exclusă din Bulgaria și Dečanski a căutat să devină mai puternic căsătorindu-se cu un membru al familiei regale bizantine. S-a căsătorit apoi cu Maria Palaiologhina. 
Încă nu se știe când a murit Teodora. Ea era în viață la 6 ianuarie 1322 și, conform istoricilor M. Vukićević și S. Ćosović, a murit înainte de ianuarie 1323. Istoricul Stojan Novaković a datat moartea ei în iarna anului 1322–1323 pe baza discuțiilor despre căsătorie ale lui Dečanski cu Filip din Tarento la începutul anului 1323. Alții cred că a trăit mai mult  și că s-a căsătorit cu Iovan Dragoslav între 1322 și 1326. Se crede că ea a fost înmormântată în mănăstirea Banjska lângă Zvečan (Kosovo). 
Teodora a fost mama celui mai important conducător medieval sârb și a primului țar sârb. Cu toate acestea, nu a lăsat multe urme în izvoarele istorice, la fel ca și cealaltă soție, Maria sau ca soția lui Milutin, Simonida, cu toate că cele trei aparțineau familiei regale bizantine a dinastiei Paleolog. Motivul este că Teodora nu a jucat niciun rol politic semnificativ în timpul căsătoriei sale cu Ștefan. Genealogiile sârbești nu o menționează pe mama lui Dušan, deși a avut urmași bărbați. Figura ei nu este pictată pe nicio frescă, iar aspectul ei fizic nu este cunoscut astăzi.